# 튀르키예 여자 축구 국가대표팀
튀르키예 여자 축구 국가대표팀은 튀르키예를 대표하는 여자 축구 대표팀으로 남자 대표팀과 달리 유럽에서 전력이 약한 팀으로 분류된다. 1995년 9월 8일 루마니아와의 국제 경기 데뷔전에서 0-8로 대패했으며 현재까지 FIFA 여자 월드컵, UEFA 유럽 여자 축구 선수권 대회, 하계 올림픽 본선 출전 기록이 전무하다.

## 국제 대회 경력

### FIFA 여자 월드컵
2015년 FIFA 여자 월드컵 유럽 지역 예선에서 4승 6패·6조 4위로 튀르키예 여자 축구 역사상 여자 월드컵 유럽 지역 예선 역대 최고 성적을 거두었다.

### UEFA 유럽 여자 축구 선수권 대회
UEFA 여자 유로 2001 예선에서 2승 1무 3패·8조 3위로 튀르키예 축구 역사상 여자 유로 예선 역대 최고 성적을 거두었다.

### UEFA 여자 네이션스리그

#### 2023-24년 리그 C
여자 네이션스리그 첫 시즌인 2023-24 시즌 리그 C에서 6전 전승·2조 1위로 차기 시즌 리그 B 승격을 확정지었다.

## 성적

### FIFA 여자 월드컵
- 1991년~1995년: 불참
- 1999년~2003년: 진출 실패
- 2007년: 불참
- 2011년~2023년: 진출 실패

### 올림픽 축구
- 1996년: 불참
- 2000년~2024년: 진출 실패

### UEFA 유럽 여자 축구 선수권 대회
- 1984년~1995년: 불참
- 1997년~2001년: 진출 실패
- 2005년: 불참
- 2009년~2017년: 진출 실패

## 역대 감독
| 감독              | 임기 |
| ----------------- | ---- |
| 오귄 테미즈카놀루 | 2012 |

## 같이 보기
- 튀르키예 축구 국가대표팀